# ماكسي وايتهيد
ماكسي وايتهيد (Maxey Whitehead) هي ممثلة أمريكية ولدت في 15 يونيو 1985.

## أدوارها في الأنمي

### مسلسلات أنمي تلفزيونية
- خيميائي الفولاذ FULLMETAL ALCHEMIST - ألفونس إلريك
- روميو x جولييت - أنطونيو
- باكانو! - شيزلو ميير
- إل كازادور - إيليس
- الخادم الأسود - ريتشارد
- دراغون بول كاي - ديندي
- ليفل E - دوريس، ميكيهيسا (أيام الطفولة)
- أوكامي-سان و رفاقها السبعة - تشوتارو نيزومي
- كوراغيهيمي - تسوكيمي كوراشيتا
- سول إيتر - كرونا
- شيكي - هيرومي موراساكو
- شيكاباني هيمي: كورو - شوتا
- رايلغان معينة خاصة بالعلم - أومي ياناغيساكو
- لاست إكسايل: فام ذات الأجنحة الفضية - يوهان (أيام الطفولة)
- سيكيريه - شينا
- سنغوكو باسارا - موري رانمارو
- جوسيه إنبو - هوسيه (أيام الطفولة)

### أنمي الإنترنت
- هيتاليا Axis Powers - سيلاند

### أوفا أنمي
- تسوباسا طوكيو ريفيليشن - كاكيو كوزوكي

### أفلام أنمي
- سمر وورز - كازوما إيكيزاوا
- خيميائي الفولاذ: نجم ميلوس المقدس - ألفونس إلريك

## وصلات خارجية
- ماكسي وايتهيد على موقع IMDb (الإنجليزية)
- ماكسي وايتهيد على موقع ANN person (الإنجليزية)